# Neushoornpartij van Canada
De Neushoornpartij van Canada (Engels: Rhinoceros Party, Frans: Parti Rhinocéros) was een satirische politieke partij in Canada die bestond van 1963 tot 1993. Het belangrijkste beginsel van de partij was "de belofte dat we ons aan geen van onze beloftes gaan houden" en de partij stond bekend om haar absurde en onmogelijke voorstellen. Partijleider was Cornelius I, een neushoorn uit een dierentuin in Granby.
De partij werd opgericht door de schrijver Jacques Ferron in 1963. Aanvankelijk kwamen de meeste leden uit het Franstalige Quebec; het enige partijlid dat geen Frans sprak werd benoemd tot tolk. De neushoorn Cornelius werd aangewezen als partijleider, geïnspireerd door de Braziliaanse neushoorn Cacareco die in de gemeenteraad van São Paulo was gekozen. Het partijplatform van de Neushoornpartij was "twee voet hoog en van hout gemaakt". De partij stelde onder andere voor de wet van zwaartekracht in te trekken, de oorlog te verklaren aan België, een einde maken aan misdaad door alle wetten af te schaffen, het milieu af te schaffen (omdat het zo veel ruimte inneemt en veel werk is om schoon te houden), het weghalen van de Rocky Mountains zodat men vanuit Alberta de zon onder zou kunnen zien gaan in de Grote Oceaan en het asfalteren van Manitoba om zo 's werelds grootste parkeerplaats aan te leggen.
De partij was nooit een kracht van betekenis in de politiek, maar haalde soms opvallende uitslagen. Het kwam wel voor dat de Neushoornpartij de een na grootste partij was in een kiesdistrict en daarmee enkele serieuze partijen achter zich liet. Dit gold vaak als een vernederende nederlaag voor deze partijen. Het beste landelijke resultaat van de partij was in 1980, toen de partij 1,01% van de stemmen haalde, waarmee het vierde werd.
In 1993 boycotte de partij de verkiezingen naar aanleiding van de nieuwe regel waarin partijen in minsten 50 districten mee moesten doen en $1000 Canadese dollar per district moesten betalen, waarna de erkenning van de partij werd ingetrokken. De traditie van de Neushoornpartij wordt voortgezet door de Parti Citron en Neorhino.ca, die echter minder aandacht weten te trekken dan hun voorganger.

## Verkiezingen voor hetCanadees Lagerhuis, 1965 - 1988
| Jaar | # kandidaten | # zetels | # stemmen | % stemmen (landelijk) |
| ---- | ------------ | -------- | --------- | --------------------- |
| 1965 | 1            | 0        | 321       | 00,00%                |
| 1968 | 2            | 0        | 5.802     | 0,07%                 |
| 1972 | 1            | 0        | 1.565     | 0,02%                 |
| 1979 | 63           | 0        | 62.601    | 0,55%                 |
| 1980 | 121          | 0        | 110.286   | 1,01%                 |
| 1984 | 88           | 0        | 98.171    | 0,78%                 |
| 1988 | 74           | 0        | 52.173    | 0,40%                 |

Vertegenwoordigd in het Canadees Lagerhuis:
Bloc Québécois · Conservatieve Partij van Canada · Groene Partij van Canada · Liberale Partij van Canada · Nieuwe Democratische Partij van Canada
Voor partijen die niet in het Lagerhuis vertegenwoordigd zijn, provinciale partijen, en opgeheven partijen, zie Lijst van Canadese politieke partijen.